# Чепец (посёлок)
Чепец — посёлок в Чердынском районе Пермского края, центр Чепецкого сельского поселения. Население — около 800 человек.
Расположен в малонаселённой местности на левом берегу Камы. Ближайшие населённые пункты — бывшие деревни Омут (3,5 км) и Мазуня (6 км), ближайшая существующая деревня — Пальники находится в 25 км ниже по Каме на противоположном берегу.
В посёлке находилась исправительная колония, работавшая на базе  узкоколейой железной дороги.